# Ruta Estatal de California 14
La Ruta Estatal 14 (SR 14) (en inglés: State Route 14) es una carretera estatal que corre de norte a sur en el estado estadounidense de California, conectando a Los Ángeles con el norte del desierto de Mojave. La porción sur de la carretera lleva el nombre de Antelope Valley Freeway. La ruta conecta la Interestatal 5, y la Autovía Golden State, cerca de la frontera de la ciudad de Santa Clarita al norte y los barrios angelinos de Granada Hills y Sylmar al sur, con la U.S. Route 395, cerca de Inyokern. Legislativamente, la ruta se extiende desde el sur de la I-5 hacia la Ruta Estatal 1 en el área de Pacific Palisades de Los Ángeles, sin embargo, la porción al sur de la unión con la I-5 no se ha construido. La parte sur de la ruta es una autovía muy transitada y conecta a las comunidades de Palmdale y Lancaster con el área metropolitana de Los Ángeles. La porción norte de la carretera desde Vincent (al sur de Palmdale) hasta la US 395 toma el nombre de Aerospace Highway, ya que la carretera pasa por la Base de la Fuerza Aérea Edwards, que era una de las pistas de aterrizaje principales del Space Shuttle de la NASA. Esta sección es más rural ya que pasa principalmente por el desierto de Mojave y el principio la cadena montañosa de Sierra Nevada. La mayoría de la SR 14 está paralelada por una línea importante del Ferrocarril Southern Pacific usado para la línea Antelope Valley del sistema de ferrocarriles de cercanías de Metrolink así como una conexión entre Los Ángeles y el valle Central vía el paso de Tehachapi.
Junto con la US 395, esta ruta conecta a Los Ángeles con lugares como Mammoth Mountain, el lago Mono, el parque nacional de Yosemite y Reno, Nevada. La SR 14 era parte de la US 6 antes del truncamiento de 1964, cuando la US 6 era una ruta de costa a costa desde Long Beach a Provincetown, Massachusetts. El segmento de la SR 14 que no es autopista desde Silver Queen Road al norte de Rosamond a Mojave se conoce como la Autopista Sierra (en inglés: Sierra Highway), así como en la antigua ruta entre la I-5 y Silver Queen Road donde la SR 14 ha sido trasladada a un alineamiento nuevo. Porciones de la SR 14 aún quedan con nombres asociados con la US 6, incluyendo Midland Trail, la Autopista Theodore Roosevelt y la Autopista Grand Army of the Republic.

## Descripción de la ruta
La Ruta Estatal de California 14 es parte del Sistema de Autovías y Vías expresas de California, también es parte del Sistema Nacional de Carreteras, una red de autopistas que son consideradas por la Administración Federal de Carreteras esenciales a la economía, defensa y movilidad del país.

### Autopista de Antelope Valley
La porción sur de la autopista, desde la I-5 hasta la salida de Avenue D cerca de Lancaster, ha sido designada como la Antelope Valley Freeway por la legislatura del estado. La autopista empieza por la sierra de Santa Susana en el intercambio de Newhall Pass que divide la Autovía del Estado Dorado (I-5). Esta es la porción más traficada de la ruta con un tráfico, según el promedio diario anual, de 169,000 vehículos por día. La autovía forma una gran parte de la frontera oriental de la ciudad de Santa Clarita. Al pasar Santa Clarita, la carretera continúa al noreste y cruza la sierra Pelona y el oeste de la sierra de San Gabriel vía el cañón del río de Santa Clarita. El ascenso es en su mayoría sob re un terreno escabroso y rural, con solamente dos pequeños poblados al lado del ascenso, siendo primero el de Agua Dulce y luego Acton. En Agua Dulce, la autovía forma la frontera sur del parque Vasquez Rocks, un parque del condado. La carretera pasa sobre la sierra Pelona vía la cima de Escondido, a una elevación de 3258 pies (993 m), antes de descender y pasar a Acton al norte. Luego la carretera pasa sobre la sierra de San Gabriel vía el paso de Soledad, a una elevación de 3209 pies (978,1 m). La ruta de la carretera a través de las montañas paralela aproximadamente la línea del ferrocarril Southern Pacific, que es usado por la línea de Antelope Valley de Metrolink.
Después de pasar sobre las dos sierras, la carretera desciende dentro del valle de Antelope, un gran valle dentro del desierto de Mojave. Al descender, la carretera cruza la Autovía del Bosque de Ángeles y el Acueducto California. La SR 14 sirve como el camino primario de norte a sur para las comunidades de Palmdale y Lancaster. Entremedio del bulevar Palmdale y la avenida D en Lancaster, la SR 14 concurre con la SR 138.

### Autopista Aerospace

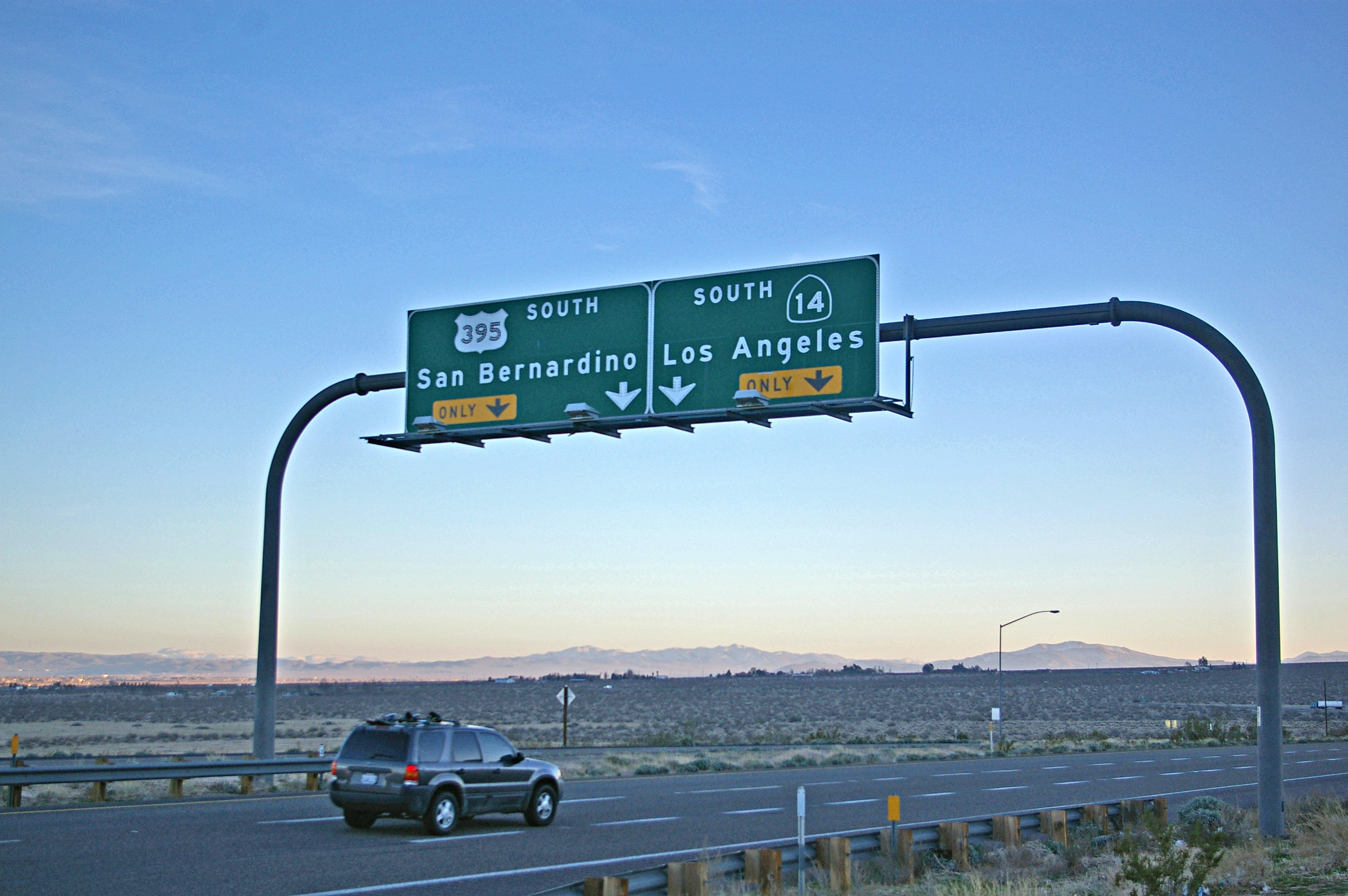
Extremo norte de la autopista.

Desde la salida de la autovía Pearblossom al sur de Palmdale hasta su término norte en la US 395 cerca de Inyokern, la SR 14 ha sido designada Autopista Aerospace. Entre la autovía Pearblossom y Avenue S, hay un punto de vista mirando hacia el lago Palmdale, en el que hay una placa histórica que da honor a los logros de aviación incluyendo el space shuttle, la quiebra de la barrera del sonido y el récord de velocidad. La autovía pasa la división de los condados de Los Ángeles y Kern en la Avenue A, y luego continúa su recorrido sobre Rosamond y Mojave. En Rosamond, la autovía pasa cerca de la Base de la Fuerza Aérea Edwards, que era usada seguido como lugar de aterrizaje para el space shuttle de la NASA y como la base para la X-15 y otras aeronaves y astronaves.
La porción de la autovía termina justo al sur de Mojave, donde la SR 14 sirve como la calle principal y corre de por medio del centro de la población. Al este de la ruta está el Puerto Aéreo y Espacial de Mojave, la sede de la Escuela Nacional de Pilotos de Pruebas y el vehículo SpaceShipOne, el primer vuelo espacial fundado de forma privada, así como un vasto 'cementerio de aviones'; todos siendo visibles desde la SR 14.
La SR 58 antes tenía su ruta concurrente con la SR 14 a través de Mojave, antes de ser re-rutada a un bypass que corre al norte y este de la población.
El carácter de la autovía cambia al salir de California City con el último intercambio localizado en el bulevar de California City. Hoy una autovía dividida con intersecciones se aparta del corredor de la línea mayor del Southern Pacific para seguir la cresta del inicio de la Sierra Nevada. La ruta continúa, siguiendo un ramal del Southern Pacific que se usa como un conector al Ferrocarril de Trona. La línea principal del ferrocarril procede hacia el valle Central vía el paso de Tehachapi. El paisaje también cambia mientras la autovía sale del desierto de Mojave y cruza el parque estatal del Red Rock Canyon. El tráfico baja dramáticamente mientras la autovía se hace más rural con un tráfico promedio diario anual de 3200 vehículos en el término norte. La SR 14 continúa al norte hacia la US 395 en Inyokern, siendo la mayoría de su ruta una vía expresa. Hacia su término norte, la SR 14 corre concurrentemente por un espacio breve con la SR 178. En su término norte, la SR 14 se une con la US 395 mientras este gira a una vía expresa que va hacia Bishop. Mientras la ruta de la US 359 sigue la cresta de la Sierra Nevada, sirve al valle Owens, Mammoth Mountain, el parque nacional de Yosemite y el lago Mono.

## Mantenimiento
Al igual que las autopistas interestatales, y las rutas federales y el resto de carreteras estatales, la Ruta Estatal de California 14 es administrada y mantenida por el Departamento de Transporte de California por sus siglas en inglés Caltrans.